# Damdin Sükhbaatar
Pour les articles homonymes, voir Sukhbaatar.
Dans ce nom mongol, le nom de famille, Damdin, précède le nom personnel.
Damdin Sükhbaatar (en Mongol bitchig : ᠳᠠᠮᠳᠢᠨ ᠤ
ᠰᠦᠬᠡᠪᠠᠭᠠᠲᠤᠷ ; mongol cyrillique : Дамдин Сүхбаатар) , également retranscrit Sükhe-Bător, Süke-bator, ou Sükhbătar Damdiny, né le 2 février 1893 à Ourga et mort le 20 février 1923, surnommé le Lénine mongol, est l'un des dirigeants de la révolution de 1921, qui porte au pouvoir en Mongolie les communistes du Parti révolutionnaire du peuple mongol. 

## Biographie
Issu d’un milieu déshérité, il entre en 1918, à l’époque de la Mongolie autonome, comme typographe à l’imprimerie d’Ourga (ancien nom d'Oulan-Bator, capitale du pays), où il est touché par les idées nouvelles russes et embrasse le communisme. 
En 1919, il organise un cercle de révolutionnaires avec des hommes d’origines variées (lamas, fonctionnaires, nobles, etc.), qu’à l'instigation du Komintern, il fait fusionner en 1920, sous le nom de Parti populaire révolutionnaire mongol, avec le groupe organisé par Choybalsan. Cette même année avec Choybalsan et cinq autres révolutionnaires, il se rend en Russie soviétique pour demander l’aide du pouvoir soviétique contre la Chine : ce voyage, magnifié, est devenu l’un des leitmotivs de l’art et de la littérature de la Mongolie extérieure contemporaine.
Au début de 1921, il participe à la création des premiers détachements de l’armée populaire mongole et prend une part décisive aux événements qui marquent le commencement de la révolution mongole : l’éviction des impérialistes chinois de Maimaicheng, actuellement Altanboulag, près de Kiakhta, à la frontière mongolo-sibérienne, et le premier congrès du Parti populaire révolutionnaire mongol. Nommé ministre de la Guerre du gouvernement populaire provisoire, il prend le nord de la Mongolie et la capitale Ourga aux forces d’Ungern-Sternberg, de l'armée blanche russe, et des Chinois des armées impériales soutenues par le Japon.
Le Bogdo Khan, souverain théocrate de la Mongolie autonome, est maintenu sur le trône par les communistes mongols qui ont pris le contrôle du pays.

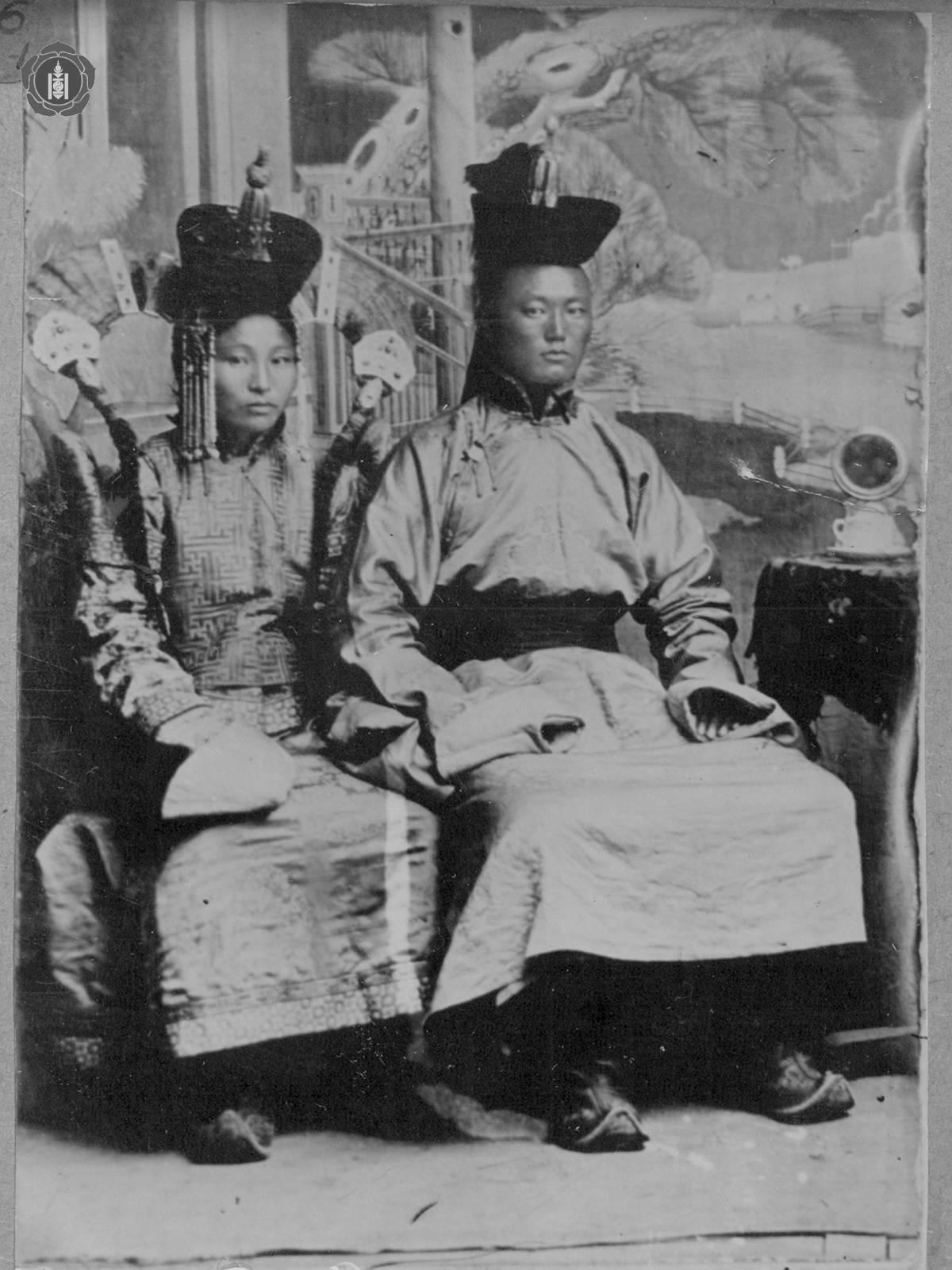
Süke-bator et son épouse, Yanjmaa

En novembre 1921, Süke-bator est reçu par Lénine à Moscou. Mais il meurt prématurément en 1923 : selon les versions existantes, il se serait tué à la tâche, aurait été tué par des « contre-révolutionnaires » ou aurait été empoisonné par le Bogdo Khan.
L'année suivante, le Bogdo Khan meurt, la République populaire mongole est alors mise en place, le siège du théocrate n'est pas conservé. La capitale du pays est alors rebaptisée Oulan-bator (en mongol, Ulanbaatar, signifiant, Héros rouge) en l'honneur de Sükhbaatar. Sa veuve Sühbaataryn Yanjmaa est plus tard présidente de la République par intérim.